# Династія Шунь
Династія Шунь (спрощ.: 顺朝; кит. трад.: 順朝; піньїнь: Shùn cháo), офіційно Велика Шунь (спрощ.: 大顺; кит. трад.: 大順; піньїнь: Dà shùn) — період в історії Китаю, коли він перебував під владою династії, заснованої в 1644 році в Сіані одним з ватажків селянської війни Лі Цзиченом.

## Передісторія
На початку XVII століття династія Мін зазнала застою (царювання Ваньлі). Зростання населення і дефіцит продовольства призвели до масового голоду. Серед селян часто виникали хвилювання, що переростали у бунти. Зрештою, в 1628 році в імперії розпочалася селянська війна. Спочатку у повстанців не було єдиного плану дій і керманича. Війна велася роз'єднаними угрупованнями на території всієї імперії. В 1631 році вождем висунувся Ван Цзиюн, а по його смерті в 1633 році — Гао Інсян, який прийняв титул «Чуанський князь». За три роки, порвавши зв'язки з іншим лідером повсталих Чжаном Сяньчжуном, Інсян повів війська у провінцію Шеньсі, де після декількох поразок був полонений. Його змінив Лі Цзичен, який здобув низку перемог. В 1638 році повстання пішло на спад. Декілька вождів погодилися на капітуляцію. Лі Цзичен, підтримуючи авторитет серед населення, зібрав велике військо і провів кілька переможних битв в 1641 році у провінціях Хубей і Хенань. В 1643 він захопив місто Сіань у провінції Шеньсі і, перейменувавши його на Чан'ань, зробив своєю столицею. У перший день нового року за китайським календарем, 8 лютого 1644, Лі проголосив себе князем держави Шунь. 25 квітня 1644 армія Лі Цзичен після дводенної облоги захопила Пекін, який був оголошений столицею імперії Шунь. Тим часом Чжан Сяньчжун, захопивши Сичуань, заснував власну Велику Західну Державу. На півдні Китаю залишалися сили опору, які іменували себе Імперією Південної Мін.

## Маньчжурське завоювання Китаю і падіння Шунь
В 1616 році вождь чжурчженів Нурхаці заснував державу Пізня Цзінь, яка протягом декількох років захопила великі території на північ від Мінської імперії. З 1636 року його стала іменуватися імперією Цін, а її населення — маньчжурами. На 1644 рік Цин завоювала значну частину північного Китаю. Коли Лі Цзичен, бажаючи зміцнити свою владу, що похитнулася від повстань прихильників Мін, вирішив знищити армію мінського генерала У Саньгуя, той попросив допомоги у маньчжурського полководця Доргоня. Битва відбулася 28 травня біля форту Шаньхайгуань. У Саньгуй відкрив браму форту 60-тисячній армії маньчжурів, яка розгромила армію Лі. Сам він втік до Пекіну, але розуміючи, що не витримає облоги, залишив його 1 червня. До середини 1645 року нечисленне військо Лі Цзичена, переслідуване маньчжурами, відступало на південь. Влітку 1645 року полководець загинув, ймовірно, у сутичці з місцевими жителями за їжу

## Відомі люди
- Ню Цзиньсін (牛金星), ченсян
- Гу Цзюньень (顧君恩)
- Лі Ян (李岩)
- Сун Сянсе (宋獻策)
- Лю Чжунмін (劉宗敏), генерал
- Юань Чжунді (袁宗第)
- Тянь Цзяньсю (田見秀)
- Хао Яоці (郝搖旗), генерал
- Лі Го (李過), генерал
- Гао Цзе (高傑), генерал